# Itame olivalis
Itame olivalis är en fjärilsart som beskrevs av George Duryea Hulst 1898. Itame olivalis ingår i släktet Itame och familjen mätare. Inga underarter finns listade i Catalogue of Life.